# Strażnica WOP Sękowice

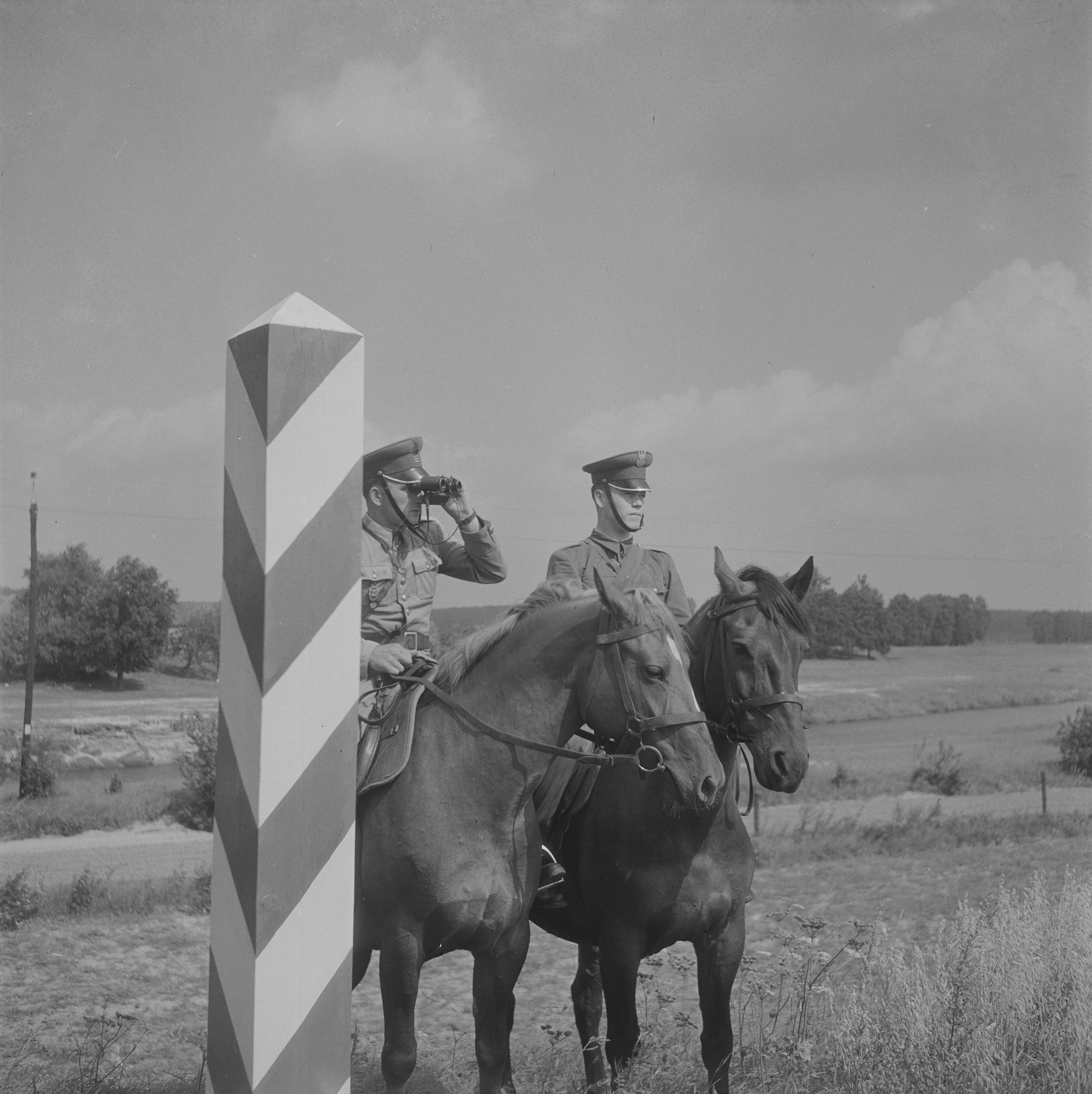
Patrol konny WOP w rej. znaku gran. nr 396 (1950)

Strażnica Wojsk Ochrony Pogranicza Schenkendorf/Sękowice – zlikwidowany podstawowy pododdział Wojsk Ochrony Pogranicza pełniący służbę graniczną na granicy z Niemiecką Republiką Demokratyczną.

## Formowanie i zmiany organizacyjne
Strażnica została sformowana w 1945 w strukturze 6 komenda odcinka jako 30 strażnica WOP (Schenkendorf) o stanie 56 żołnierzy. Kierownictwo strażnicy stanowili: komendant strażnicy, zastępca komendanta do spraw polityczno-wychowawczych i zastępca do spraw zwiadu. Strażnica składała się z dwóch drużyn strzeleckich, drużyny fizylierów, drużyny łączności i gospodarczej. Etat przewidywał także instruktora do tresury psów służbowych oraz instruktora sanitarnego.
W 1947 rozwiązano 6 komendanturę odcinka Sękowice i jej 26 i 29 strażnicę. Pozostałe strażnice przejęła 7 komenda odcinka w Gubinie.
Od 15 marca 1954 wprowadzono nową numerację strażnic. Strażnica WOP Sękowice III kategorii otrzymała numer 37 w skali kraju.
W 1956 rozpoczęto numerowanie strażnic na poziomie brygady. Strażnica WOP Sękowice II kategorii miała nr 10 w 9 Brygadzie Wojsk Ochrony Pogranicza.
1 stycznia 1961 funkcjonowała jako 12 strażnica WOP Sękowice I kategorii w strukturach 92 batalionu WOP, a 1 stycznia 1964 jako  11 strażnica WOP Sękowice lądowa I kategorii w strukturach 92 batalionu WOP.
Strażnica WOP Sękowice została rozformowana w 1966.

## Ochrona granicy
W grudniu 1948 30 strażnica WOP Sękowice kategorii IV ochraniała odcinek granicy państwowej o długości 4 600 m.

## Strażnice sąsiednie
- 29 strażnica WOP Sadersdorf ⇔ 31 strażnica WOP Werder – 1946
- 28 strażnica WOP Markosice kat. IV ⇔ 31 strażnica WOP Gubin Południowy kat. IV – I kwartał 1947
- 28 strażnica OP Polanowice kat. IV ⇔ 31 strażnica OP Gubin Południowy kat. IV – 24.04.1948
- 36 strażnica WOP Polanowice ⇔ 38 strażnica WOP Gubin – 15.03.1954
- 9 strażnica WOP Polanowice ⇔ 11 strażnica WOP Gubin – 1956
- 13 strażnica WOP Polanowice kat. III ⇔ 11 strażnica WOP Gubin kat. I – 1.01.1960
- 12 strażnica WOP Polanowice lądowa kat. III ⇔ 10 strażnica WOP lądowa I kategorii Gubin – 1.01.1964.

## Komendanci/dowódcy strażnicy
- por. Stanisław Rabiej
- ppor. Józef Domżalski
- ppor. Kraczkowski
- sierż. Edward Nowak (był w 1951)
- por. Adam Dąbrowski (był w 1954).